# Борисовка (Подольський міський округ)
Бори́совка (рос. Борисовка) — присілок у складі Подольського міського округу Московської області, Росія.

## Населення
Населення — 27 осіб (2010; 10 у 2002).
Національний склад (станом на 2002 рік):
- росіяни — 90 %